# Gieselmann (Film)
Gieselmann ist ein Kurzfilm von Rainer Bärensprung und Robin Epkenhans, der am 8. April 2021 im Rahmen der 44. internationalen Grenzland-Filmtage in Selb erstmals gezeigt wurde.

## Handlung
Wie wird man der, der man ist? Durch die Kränkungen, die man erlebt, glaubt der freie Journalist und Autor Dirk Gieselmann. An einem späten Abend ist er allein in seiner Wohnung. Seine Kamera ist vor ihm aufgebaut, mit der er sich selbst aufzeichnet. Dabei stellt er sich zunächst persönlich vor und kündigt an, drei Menschen anzurufen. In den darauf folgenden Telefonaten konfrontiert er seine Gesprächspartner mit lang zurückliegenden Begegnungen, erlebter Rücksichtslosigkeit und dem Vorwurf, diese hätten ihn aus dem Paradies der Kindheit vertrieben. An diesem Abend will er wissen, welche Gründe für die Kränkungen existierten, und hofft, einen Sinn dahinter erkennen zu können. Er stellt fest, dass seine Kindheit endgültig zu Ende ist und erinnert sich an die Gedankenwelt, die ihn umgab, als er noch ein kleiner Junge war. Dann erreicht ihn ein unerwarteter Anruf seiner Familie.

## Produktion
Der Kurzfilm basiert auf der Kurzgeschichte My Way des freien Journalisten und Autors Dirk Gieselmann. Die Kurzgeschichte wurde in einer literarischen Sprache geschrieben, die für das Drehbuch teilweise in eine Alltagssprache umgewandelt wurde.
Die Originalgeschichte endet mit einem inneren Monolog, indem Gieselmann ein illusionsloses Fazit seines bisherigen Lebens zieht.  Im Film wurde eine finale Szene hinzugefügt, in der Gieselmann mit seiner Frau und seiner Tochter telefoniert und daran erinnert wird, welches Glück er mit seiner Familie hat. Dass es Menschen gibt, die ihn lieben, ihn vermissen, ihn brauchen und sich um ihn sorgen.
Die Dreharbeiten fanden innerhalb von zwei Nächten in einer Hamburger Altbauwohnung statt.